# Petey Scalzo
Petey Scalzo (* 1. August 1917 in Brooklyn, USA; † 15. Juni 1993) war ein US-amerikanischer Boxer im Federgewicht.

## Amateur
Bei den Amateuren trat er im Bantamgewicht an und errang in dieser Gewichtsklasse unter anderem die Goldmedaille bei den New York Golden Gloves im Jahre 1936.

## Profi
Am 15. Mai 1940 besiegte er in Runde 6 durch technischen K. o. Frankie Covelli und eroberte dadurch den Weltmeisterschaftsgürtel des Verbandes NBA. Diesen Gürtel verlor er allerdings im Juli des darauffolgenden Jahres an Richie Lemos.